# Ribe (stad)

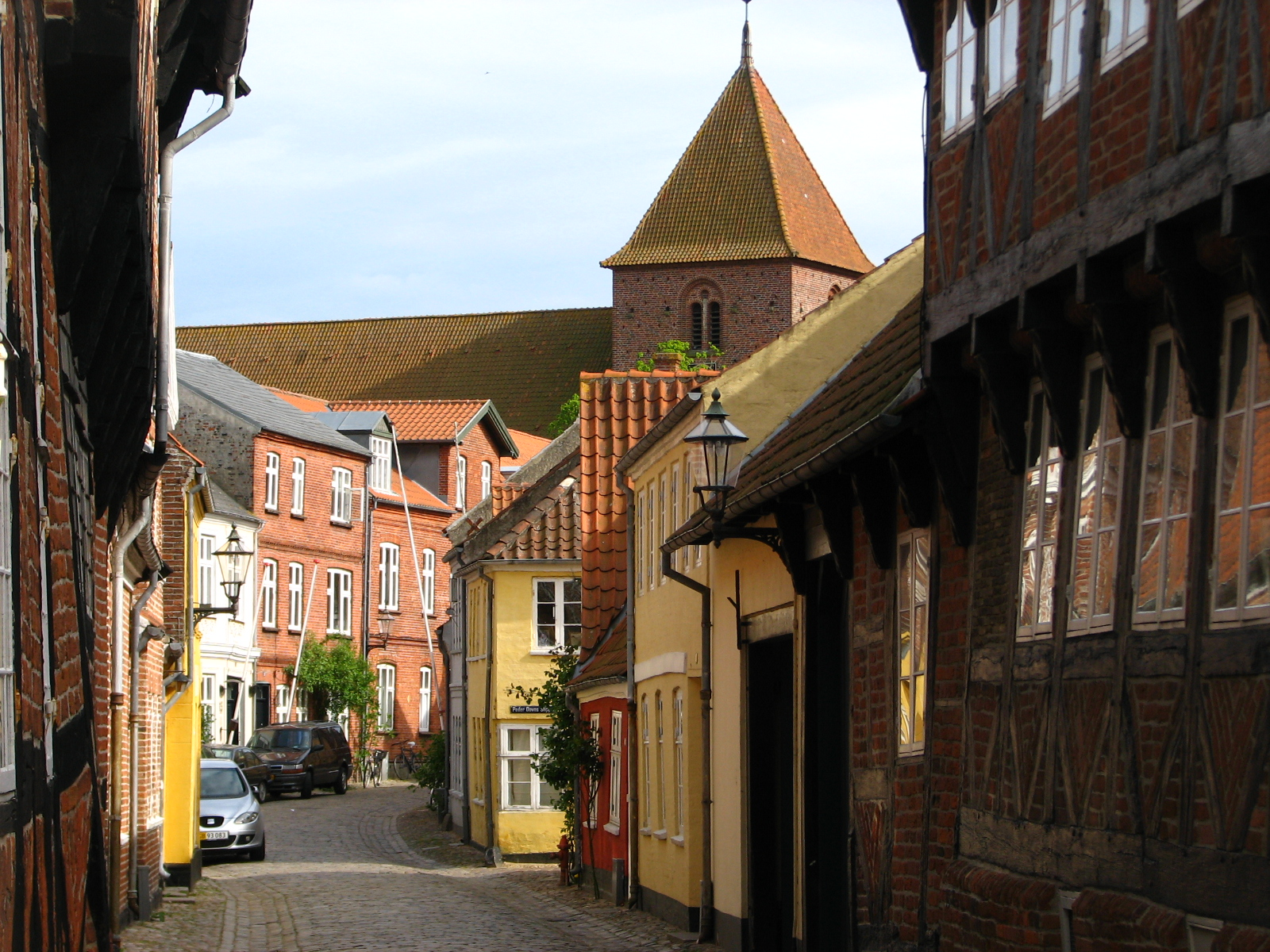
Straatje met zicht op de Sankt Katharine Kirke.

Ribe (Duits: Ripen) is een stad en voormalige gemeente in Denemarken. De stad geldt als oudste stad van Scandinavië. Tot 2007 was het de hoofdplaats van de gelijknamige provincie Ribe.

## Voormalige gemeente
De oppervlakte bedroeg 351,98 km². De gemeente telde in 2005 18.147 inwoners (van wie 9026 mannen en 9121 vrouwen). Ribe zelf telde in 2020 ca. 8200 inwoners.
Sinds 1 januari 2007 hoort Ribe bij de gemeente Esbjerg - Zuid Jutland.

## Geschiedenis
Ribe is, naast het oudste stadje van Denemarken, ook het oudste van geheel Scandinavië. Ribe werd in 710 n.Chr. gesticht als marktplaats van Friezen en Noormannen. Er waren in die tijd veel Friezen in het gebied rond Ribe. Deze Friese opstandelingen waren, net als iedereen die niet voor het Frankische juk en de christelijke kerk wilde buigen, naar het gebied ten oosten van de Lauwers gevlucht. Vermoedelijk trok een deel van hen door het waddengebied naar het noorden op zoek naar een nieuw bestaan, veilig buiten het bereik van de Frankische vijand. Deze Friese trek naar het noorden is afgeleid uit archeologische vondsten. Aan het begin van de achtste eeuw ontstond net ten noorden van het toenmalige Noord-Friese waddengebied de handelsplaats Ribe. In Ribe werden veel Friese sceatta's van het Wodan monster gevonden. Deze Wodan monsters sceatta's werden plaatselijk geslagen en kunnen in de achtste eeuw en het begin van de negende eeuw gedateerd worden. Tegen het einde van de achtste eeuw kregen Deense koningen grip op Ribe. Tijdens de begin jaren werd gedurende een deel van het jaar handel gedreven door kooplieden op deze plek. Er was een kade voor het aanleggen van de schepen en een houten weg waarlangs de tenten van de kooplieden werden opgezet. Later kreeg de marktplaats een permanent karakter en werden er huizen en werkplaatsen gebouwd. Ribe werd tevens een bisschopsstad.
Tot de 16e eeuw was Ribe een belangrijke handelsstad. Door de Reformatie, het dichtslibben van de rivier de Ribe Å, de stadsbrand van 1580, overstromingen (onder andere op 11–12 oktober 1634), oorlogen en de pest, veranderde dit echter. Het in 1580 verwoeste stadsdeel werd wel weer herbouwd, maar vanaf het midden van de 17e eeuw nam het economische belang van de stad af. Mede hierdoor kon Ribe wel zijn oude karakter behouden: er was immers geen geld meer voor nieuwbouw en er was tevens geen behoefte aan nieuwe woningen.

## Bezienswaardigheden
Ribe kent vele oude vakwerkhuizen. Daarnaast zijn er enkele belangrijke monumenten:
- de romaanse Domkerk (1117).
- het oudste raadhuis van Denemarken (1496).
- het Museet Ribes Vikinger, in het centrum van Ribe op de plek waar in 710 de eerste marktplaats was gesticht.
- het Ribe VikingeCenter, een openluchtmuseum waar de Vikingtijd wordt uitgebeeld. Het complex toont onder andere de marktplaats Ribe uit 720 en het stadje Ribe uit 825.
- het Waddenzeecentrum over Nationaal park Vadehavet

## Geboren
- Anders Bording (1619-1677), Deens hoogleraar en dichter
- Jacob A. Riis (1849-1914), Deens journalist en fotograaf
- Børge Ring (1921-2018), Deens striptekenaar en maker van tekenfilms
- John Lauridsen (1959), Deens voetballer
- Björn Dunkerbeck (1969), meervoudig wereldkampioen windsurfen

## Overleden
- Hans Tausen (1494-1561), Deens theoloog en reformator
- Rued Langgaard (1893-1952), Deens componist en organist

- Bibliothèque nationale de France: cb119482334 (data)
- Gemeinsame Normdatei: 4076744-9
- Library of Congress Control Number: n79094641
- MusicBrainz: 546a43db-1f9a-46b3-b1b4-54cb4836c3d3
- Nationale Bibliotheek van Tsjechië: ge192246
- Nationale Bibliotheek van Israël: 987007550233405171
- Système universitaire de documentation: 027441741
- Virtual International Authority File: 144235425
- WorldCat: E39PBJdh3trXDxtB9c46rtQTHC